# Rover 400

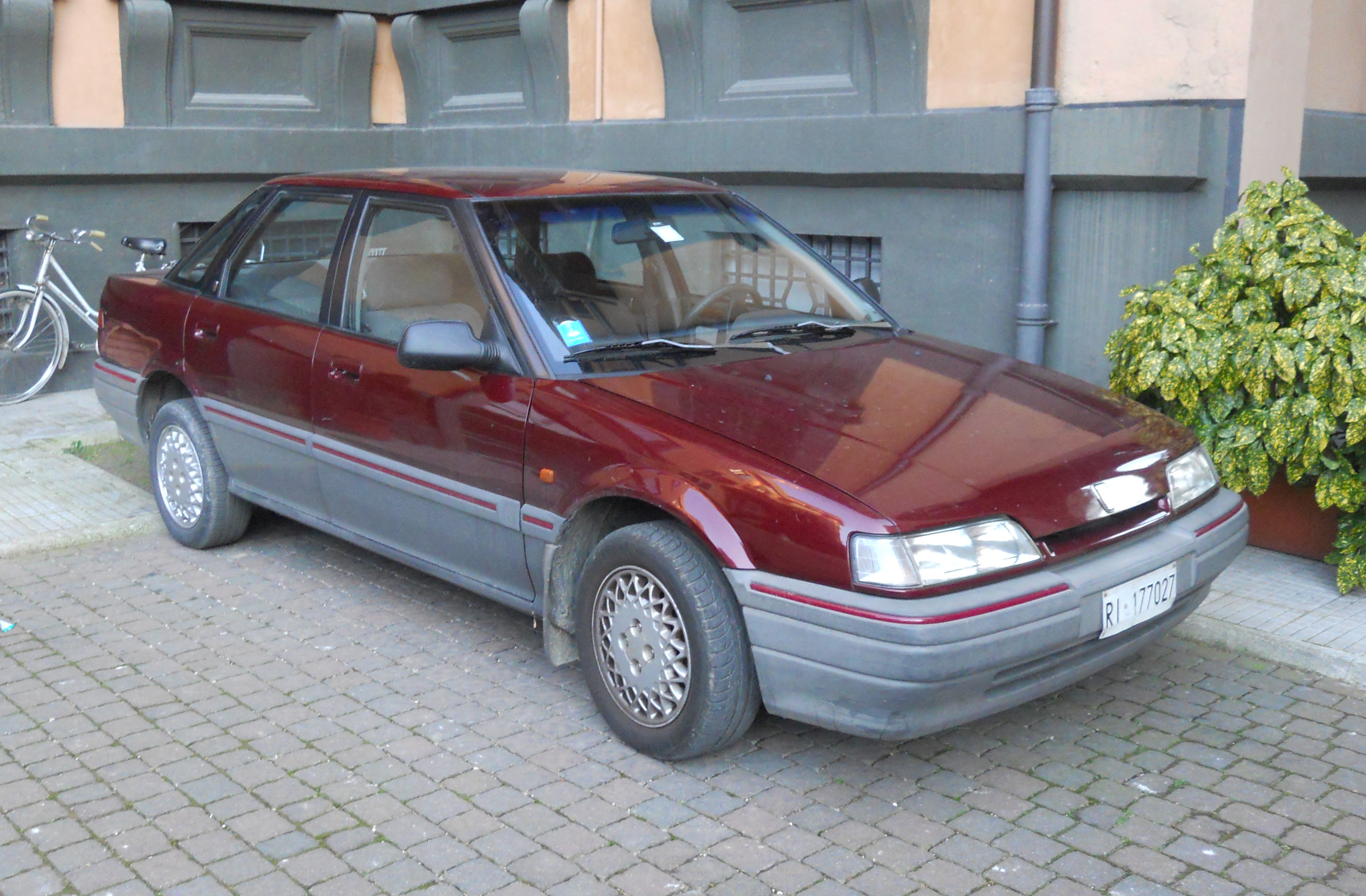
Första generationen Rover 416

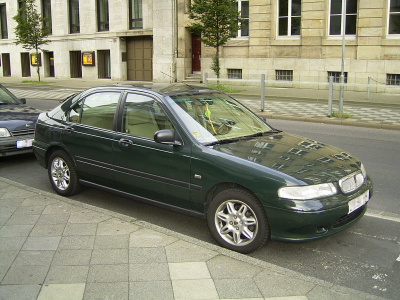
Andra generationens Rover 400.

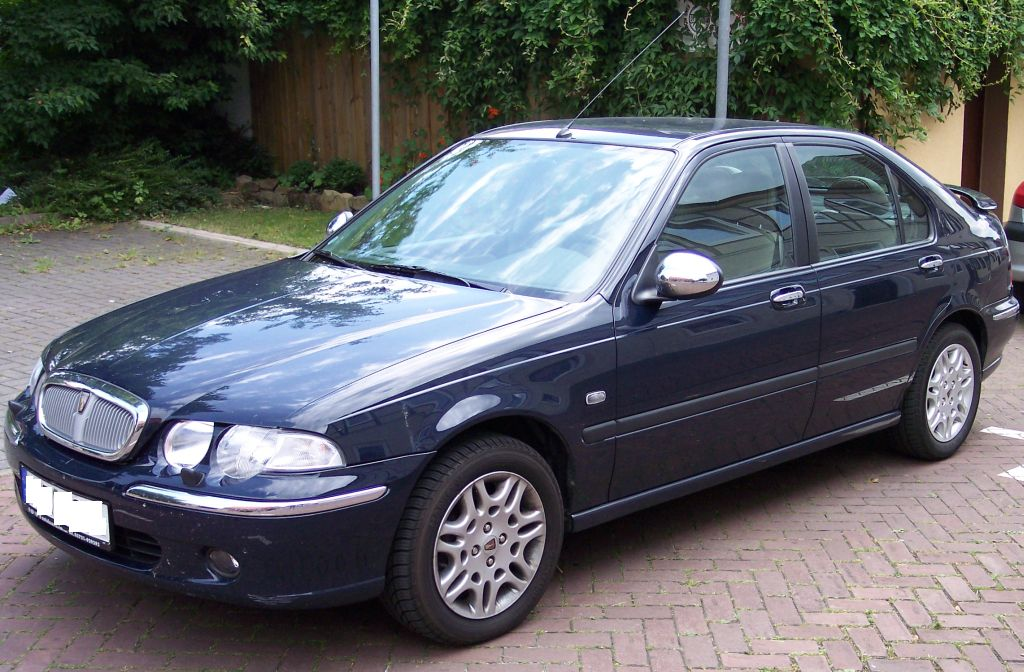
Rover 45 före ansiktslyftningen 2004.

Rover 400 var en modellserie i mindre mellanklassen som utvecklades i samarbete med Honda. Modellen tillverkades i England med start 1990 och var helt enkelt en sedanversion av Rover 200, som i sin tur byggde på Honda Concerto. De tre modellerna var tekniskt identiska och det var egentligen bara kosmetiska detaljer och vissa utrustningsalternativ som skilde dem åt. Något år senare tillkom också en kombimodell, kallad Estate.
Nästa generation kom 1995 delade inte längre komponenter med 200-serien, som också kom i ny tappning detta år, utan baserades istället på femdörrarsversionen av Honda Civic. Stoleksmässigt placerade sig modellen mellan Rover 200 och den större 600-serien. Två karossversioner fanns att välja på; femdörrars halvkombi och fyradörrars sedan. 
Motorerna som erbjöds var på mellan 1,4 och 2,0 liters slagvolym. 1999 genomgick denna modell en större ansiktslyftning och bytte i samband med detta namn till Rover 45, för att knya an till övriga modeller inom märket. Ansiktslyftningen innebar nya strålkastare, en ny front, ett nytt bakljusarrangemang samt överlag mer kromdetaljer på karossen. År 2001 kom en motorstark variant av modellen med delvis annorlunda utseende och utrustning, kallad MG ZS. År 2004 genomfördes ännu en ansiktslyftning där bland annat märkesemblemet fick ett nytt utseende, men få bilar hann lämna fabriken innan produktionen hastigt lades ned i början av 2005 på grund av att Rover gick i konkurs. Innan dess hade utvecklingen av en ersättare planerats. Dock finns planer på att återuppta tillverkningen av 45 i Kina under 2008, sedan ett kinesiskt bolag köpt rättigheterna till modellnamn och tillverkning.